# 情深說話未曾講
情深說話未曾講（英語：Words of Love Not Yet Spoken）是一首於1996年發行的香港原創粵語流行曲及廣告主題曲，由雷頌德作曲、潘源良填詞、黎明主唱，這首歌曾經登上香港及多個國家地區的音樂流行榜冠軍位置，並獲得多個音樂獎項。

## 背景
唱片公司寶麗金認為黎明於1995年推出的兩張粵語專輯反應一般，因此有意尋找新的歌曲監製加入原有的唱片班底，以求突破。黎明的經理人陳善之透過填詞人潘源良引薦，認識音樂創作人雷頌德，雷頌德其後接受邀請加盟黎明的唱片製作團隊，為音樂專輯《Perhaps...》創作及監製5首歌曲，〈情深說話未曾講〉是其中之一。

## 製作
〈情深說話未曾講〉以溫情為製作概念，運用了大量的大三和弦，演奏樂器包括電結他、大提琴、小提琴及合成器等，歌詞講述男主角為了追求夢想而暫別摯親，感到懊悔和遺憾，反映出人與人之間的隔膜，並通過「你這剎那在何方，我有說話未曾講」等歌詞，將電訊產品概念嵌入歌曲中，以配合廣告歌曲的用途。黎明在演繹這首歌時作出了多番嘗試，運用與以往不同的唱腔，花了約兩星期時間進行灌錄工作。此歌曲收錄於1996年6月由唱片公司寶麗金發行的粵語錄音室專輯《Perhaps...》，其後推出國語版本，由丁曉雯填詞，收錄於1997年發行的國語專輯《口不對心》。

## 音樂班底
以下是歌曲〈情深說話未曾講〉的音樂班底

| 粵語版： - 編曲：雷頌德 - 原聲結他：Danny Leung - 低音電結他：Rudy - 鼓：Anthony M. Fernandes - 弦樂器：Houng Wang Leung Orchestra - 和音：周小君、鄭鴻昌、Dorcas Kwok、Nancy Chan、譚錫禧、郭靜 | 國語版： - 編曲、鍵琴、結他：雷頌德 - 錄音、混音：洪天佑、利偉明、Simon Chan、蘇志雄、謝永昌 - 和音：周小君、鄭鴻昌、曹潔敏、陳美鳳、雷有暉、譚錫禧、李小梅 |

## 流行榜成績
歌曲〈情深說話未曾講〉推出後同時登上6個電台的流行榜冠軍位置，根據香港商業電台雷霆歌曲播放指數（統計自香港6個主要電台），這首歌在1996年4月28日至5月4日於各電台的播放次數為126次；在1996年5月5日至11日於各電台的播放次數為141次，較以往其他歌曲的播放率多出超過一半，而此歌曲剛登上903專業推介和中文歌曲龍虎榜便成為冠軍，傳媒指根據以往的統計紀錄，初登上中文歌曲龍虎榜而獲得冠軍的歌曲實屬罕有，以下是〈情深說話未曾講〉在香港及其他國家地區的音樂流行榜所獲得的最佳成績：
- 香港電台中文歌曲龍虎榜：2星期冠軍
- 香港商業電台903專業推介 ：2星期冠軍
- 香港商業電台雷霆歌曲播放指數：3星期冠軍
- 新城電台勁爆本地榜：4星期冠軍
- 新城電台104精選中文榜：3星期冠軍
- 電視廣播有限公司勁歌金榜：2星期冠軍
- 香港有線電視YMC至尊榜：3星期冠軍
- 多倫多美加華語電台至愛歌曲流行榜：1星期冠軍
- Global Radio Inc Chicago鳳城節拍流行榜：1星期冠軍
- 溫哥華中文電台流行歌曲排行榜：1星期冠軍
- 多倫多廣播電台Hi Tot樂壇流行榜：2星期冠軍
- 匯聲廣播華僑之聲1320流行榜：1星期冠軍
- 英國倫敦國際廣播電台至尊金曲流行榜：1星期冠軍
- 馬來西亞麗的中文流行榜：2星期冠軍
- CINQ FM102.3滿城市中心廣播電台：3星期冠軍
- 澳洲廣播電台十大中文歌曲榜：1星期冠軍
- 上海電台音樂一台中文流行歌曲排行榜：1星期冠軍
- 澳門電台十大中文歌曲榜：1星期冠軍

## 獎項
以下是歌曲〈情深說話未曾講〉在香港及其他國家地區所獲得的獎項：
- 電視廣播有限公司勁歌金曲季選——第二季得獎歌曲[18]
- 電視廣播有限公司1996年度勁歌金曲頒獎典禮——十大勁歌金曲獎[19]
- 電視廣播有限公司1996年度勁歌金曲頒獎典禮——金曲金獎[19]
- 香港電台1996年度十大中文金曲頒獎音樂會——十大中文金曲獎[20]
- 香港電台1996年度十大中文金曲頒獎音樂會——全球華人至尊金曲獎[20]
- 香港商業電台1996年度叱咤樂壇流行榜頒獎典禮——廣告歌曲獎[21]
- 新城電台1996年度新城勁爆頒獎禮——勁爆流行曲[22]
- 新城電台1996年度新城勁爆頒獎禮——廣告歌曲獎（金獎）[22]
- 新城電台1996年度新城勁爆頒獎禮——卡拉OK歌曲大獎[22]
- 新城電台1996年度金心情歌頒獎禮——本地金心情歌獎（金獎）
- 亞洲電視1996年度十大電視廣告頒獎典禮——電視廣告歌曲大獎[23]
- 紐約中華商業廣播電台至尊流行音樂大獎——十大至尊流行歌曲

## 評論摘要

### 創作及演繹
雷頌德表示創作〈情深說話未曾講〉是一大挑戰，在製作意念及曲詞方面花了製作團隊不少心思和時間，黎明與雷頌德更因此而成為朋友及日後的搭檔。這首歌的旋律比黎明以往主唱的歌曲更高音，編曲多了一份新英倫結他情懷，評論普遍認為黎明的歌唱技巧較以往進步了，能够唱的音域範圍較以往擴闊，唱腔的改變能夠為聽眾帶來新鮮感，讓黎明的音樂事業發展更進一步。唱片收藏家黃國恩表示這首歌以親情為題材，在演繹的表達上更上一層樓，黎明用激動的情緒，把對親人的思念及感慨，以率直的態度從歌曲的編曲氣氛層面，一層一層的展現開來，歌曲中段開始至末段，有張力的覆蓋，吐字語氣比較肯定，與一般情歌有所不同。黎明的經理人陳善之認為此歌曲在當時屬於較為少有的歌種，歌曲推出後，大眾對黎明的音樂方向重新定位，讓他感到鼓舞，同時令他的經理人事業添上光輝。

### 歌曲播放率
〈情深說話未曾講〉推出後的一個月內，在各大主要電台的播放率達四百多次，次數已超過黎明於1995年的全年歌曲播放率。香港商業電台曾接獲1名聽眾投訴，指各電台播放這首歌的次數過多，認為會導致其他歌曲的播放機會被扼殺，亦有人揣測歌曲的播放率與商業因素有關，香港商業電台音樂總監梁兆輝不認同這首歌播放過多，他認為此歌曲是上乘的流行作品，黎明的唱功亦有突破，而且各電台的播放率均多，沒有單方面偏袒成分，並表示電台播放歌曲是以歌論歌，質素為上，與歌手的商業利益無關。

## 影碟發行
《黎明 情深說話未曾講》是「寶麗金影音光系列」之一，收錄了14首歌曲的卡拉OK影片，於1996年由唱片公司寶麗金以VCD形式發行。歌曲〈情深說話未曾講〉的音樂短片以父母和兒子的親情為故事題材，由Derek Chang執導、黎明主演，在美國紐約進行外景拍攝工作。
| VCD      | VCD              | VCD          | VCD                           | VCD      | VCD               | VCD   |
| 曲序     | 曲目             |              | 作曲                          | 编曲     | 备注              | 时长  |
| -------- | ---------------- | ------------ | ----------------------------- | -------- | ----------------- | ----- |
| 1.       | 情深說話未曾講   | 潘源良       | 雷頌德                        | 雷頌德   | 導演：Derek Chang | 3:38  |
| 2.       | 危情追蹤         | 姚沁         | 山本洋太                      | 山本洋太 |                   | 4:14  |
| 3.       | 那有一天不想你   | 向雪懷       | 林慕德                        | 林慕德   | 導演：Derek Chang | 4:43  |
| 4.       | 有情天地         | 丁曉雯       | 黎明                          | 唐奕聰   | 導演：Derek Chang | 4:18  |
| 5.       | 火舞艷陽         | 簡寧         | Masato Ishida                 | Nonstop  |                   | 4:20  |
| 6.       | 夏日傾情         | 向雪懷       | Takashi Miki、Yasushi Akimoto | 唐奕聰   | 導演：Derek Chang | 4:12  |
| 7.       | 夜搖遙           | 周禮茂       | 米米CLUB                      | 唐奕聰   |                   | 3:55  |
| 8.       | 孤單的人孤單的我 | 向雪懷       | 立川俊之                      | 蘇德華   | 導演：Derek Chang | 4:07  |
| 9.       | 愛情影畫戲       | 古倩敏       | 邰正宵                        | 唐奕聰   | 導演：Derek Chang | 4:25  |
| 10.      | 一生癡心         | 劉虞瑞       | 周治平                        | 鍾興民   | 導演：Susic Au    | 4:57  |
| 11.      | 今夜妳會不會來   | 謝明訓、簡寧 | 林東松                        | 王豫民   |                   | 4:10  |
| 12.      | 但願不只是朋友   | 林振強       | 鈴木喜三郎                    | 袁卓繁   |                   | 4:14  |
| 13.      | 我用深情與你相約 | 謝明訓       | 陳子鴻                        | 屠穎     |                   | 4:06  |
| 14.      | 我愛 ICHI BAN    | 林敏驄       | 後藤次利                      | 唐奕聰   |                   | 4:21  |
| 15.      | 无题             |              |                               |          | 版權聲明          | 0:22  |
| 16.      | 无题             |              |                               |          | 版權聲明          | 0:05  |
| 总时长： | 总时长：         | 总时长：     | 总时长：                      | 总时长： | 总时长：          | 60:07 |

## 改編作品
香港創作歌手側田於2004至2005年間，為此歌曲進行重新編曲及製作，中文版本採用原有的歌曲名稱及歌詞，而英文版本則命名為〈Long Distance〉，兩個版本皆由歌手衛蘭演繹，收錄於2005年發行的音樂專輯《Day & Night》。2016年，咖啡品牌商邀請《100毛》創辦人林日曦與黎明合作，以舊曲新詞形式將此歌曲改編為廣告歌曲〈情深咖啡未曾飲〉，填詞人黃偉文亦曾經將此曲的歌詞進行二次創作。此外，黃耀明、洪卓立、陳奕迅等歌手曾於電視節目或音樂會中，以自己的個人風格重新演繹此歌曲。

### 書籍
- 劉靖之. . 香港: 商務(香港)印書館. 2013: 138. ISBN 9620756126 （中文）.
- 陳善之、翟浩然. . 香港: 明窗出版社. 2016. ISBN 9888338684 （中文）.

### 註腳列表
1. ↑  潘國靈.  (PDF). 香港中文大學. 2006-11-30  [2020-03-27]. （原始内容存档 (PDF)于2018-06-12） （中文）. 黎明的〈情深說話未曾講〉就是一首非常流行的手機廣告歌
2. ↑  潘國靈. . 頭條日報. 2016-05-16  [2020-05-01]. （原始内容存档于2019-10-25） （中文）.
3. ↑  . 頭條日報. 2020-03-25  [2020-03-25]. （原始内容存档于2020-03-25） （中文）.
4. ↑  . 大眾電視第1093期. 1996-04-05  [2021-06-13]. （原始内容存档于2021-06-13） （中文）.
5. ↑  . MyMusic懂你想聽的. 2005-12  [2020-03-23]. （原始内容存档于2020-03-23） （中文）.
6. ↑  張書瑋. . 香港: 中華書局(香港)有限公司. 2019-07-01: 65. ISBN 9789888573042 （中文）.
7. ↑  朱耀偉. . 香港: 三聯書店（香港）有限公司. 2009-09: 159. ISBN 9789620428807 （中文）.
8. ↑  岑偉宗. . 香港: 商務（香港）印書館. 2016-01-07: 179. ISBN 9789620771446 （中文）.
9. ↑  . Billboard中國. 2017-03-16  [2020-03-23]. （原始内容存档于2017-06-11） （中文（简体））.
10. ↑  黎明. . 廣東音像出版社. 2001. ISBN 7885121003.
11. ↑  . Discogs. 1996-06  [2021-06-14]. （原始内容存档于2019-05-08） （英语）.
12. ↑  . Discogs. 1997  [2021-06-14]. （原始内容存档于2019-05-02） （英语）.
13. ↑  . 新明日報. 1996-05-06: 8  [2025-04-04]. （原始内容存档于2025-04-04） （中文（简体））.
14. ↑  . 新明日報. 1996-12-29: 11  [2025-03-22]. （原始内容存档于2025-03-22） （中文（简体））.
15. 1 2  . 蘋果日報. 1996-05-16  [2023-01-21]. （原始内容存档于2023-01-21） （中文）.
16. ↑  . 蘋果日報. 1996  [2021-06-13]. （原始内容存档于2021-06-13） （中文）.
17. ↑  . 東方日報. 1996  [2021-06-13]. （原始内容存档于2021-06-13） （中文）.
18. ↑  彭美施. . 星島日報. 1996-07-01 （中文）.
19. 1 2  . tvb.com.   [2019-03-24]. （原始内容存档于2019-01-30） （中文）.
20. 1 2  . 香港電台.   [2019-03-24]. （原始内容存档于2019-01-30） （中文）.
21. ↑  . 檸音樂歌詞網.   [2019-03-24]. （原始内容存档于2019-01-30） （中文）.
22. 1 2 3  . 檸音樂歌詞網.   [2019-03-24]. （原始内容存档于2019-01-30） （中文）.
23. ↑  曾錦程、劉昆祐. . 香港: 中華書局(香港)有限公司. 2017-11-02: 446－449, 675. ISBN 9789888488278 （中文）.
24. ↑  陳穎洪. . 香港電台. 2017-12-08  [2019-08-10]. （原始内容存档于2020-03-25） （中文）.
25. ↑  朱米高. . 千千闋歌與我常在. 2018-08-03  [2022-02-21]. （原始内容存档于2020-11-24） （中文）.
26. ↑  鍾承志、許志威. . 香港: 生命工場. 2018-07: 142－143. ISBN 9789887914310 （中文）.
27. ↑  何言. . 香港: 香港中和出版有限公司. 2015-08: 196. ISBN 9789888284979 （中文）.
28. ↑  黃國恩. . 香港: 非凡出版. 2020-07: 131. ISBN 9789888676002 （中文）.
29. ↑  . 商業電台. 2008-07-17  [2020-03-26]. （原始内容存档于2020-03-26） （中文）.
30. ↑  . 新明日報. 1996-05-29: 9  [2025-04-04]. （原始内容存档于2025-04-04） （中文（简体））.
31. ↑  曾錦程、劉昆祐. . 香港: 中華書局（香港）有限公司. 2017: 445－449. ISBN 9789888488278 （中文）.
32. ↑  . 明報. 2022-12-04  [2022-12-06]. （原始内容存档于2022-12-04） （中文）.
33. ↑  . 東方日報. 2005-05-07  [2020-03-23]. （原始内容存档于2020-03-23） （中文）.
34. ↑  袁曉君. . 香港01. 2016-05-15  [2020-03-24]. （原始内容存档于2019-01-12） （中文）.
35. ↑  . 晴報. 2016-05-27  [2020-03-25]. （原始内容存档于2020-03-25） （中文）.
36. ↑  . 明報. 2016-06-24  [2020-06-24]. （原始内容存档于2020-06-24） （中文）.
37. ↑  . 立場新聞. 2017-03-10  [2020-03-26]. （原始内容存档于2019-08-16） （中文）. 又身穿英國國旗演繹〈情深說話未曾講〉，並透過屏幕的影像與文字反映回歸前的港人心聲。
38. ↑  . 明報周刊. 2017-05-15  [2020-03-26]. （原始内容存档于2020-03-26） （中文）. 《情深說話未曾講》有不少歌星重唱過，當中比較為人所認識的版本包括陳奕迅和衛蘭的版本，他們聽起來又是另一種深情感覺。